# Grantchester

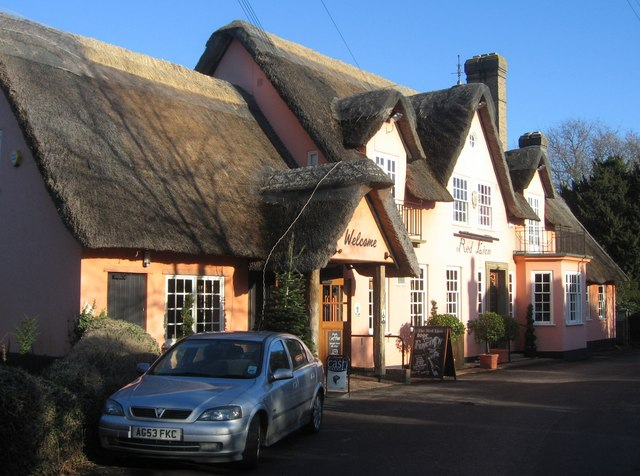
Edifici dal tetto di paglia a Grantchester

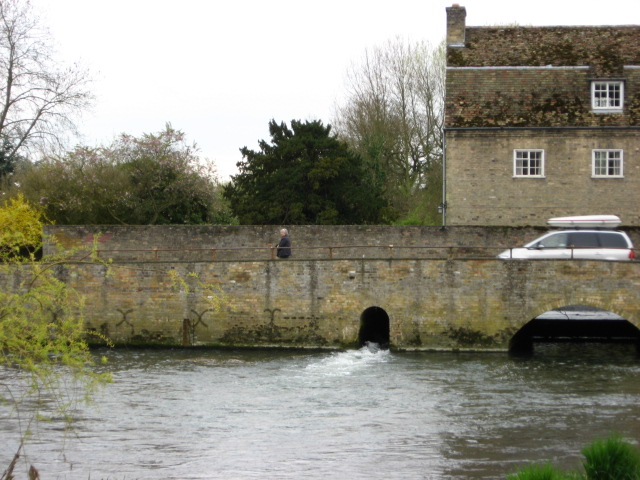
Ponte e mulino a Grantchester

Grantchester (0,353 kmq 500 ab. ca.) è un villaggio con status di parrocchia civile dell'Inghilterra centro-orientale, facente parte della contea del Cambridgeshire e del distretto del South Cambridgeshire e situato lungo il corso dei fiumi Granta e Cam, alle porte di Cambridge.
Luogo di ritiro favorito da molti accademici dell'università di Cambridge, è comunemente considerata la località in cui risiede il maggior numero di persone insignite del premio Nobel al mondo.

## Etimologia
La località è menzionata in epoca antica come Caer-grant e successivamente come Cairgrant, che significa "castello sul fiume Granta". Il nome fu poi cambiato in epoca sassone in Grantacester.

## Geografia fisica

### Collocazione
Grantchester si trova a circa 5 km a sud-est di Cambridge.

## Società

### Evoluzione demografica
Al censimento del 2001, Grantchester contava una popolazione pari a 540 abitanti.

## Storia
L'antica Caer-grant/Cairgrant fu descritta in epoca antica come luogo di residenza di numerosi re della Britannia.
In epoca romana, Grantchester era probabilmente già una località fiorente.

## Architettura
L'architettura di Grantchester si caratterizza per la presenza di vari cottage dal tetto di paglia.

### Edifici d'interesse

#### Chiesa normanna
Grantchester possiede una chiesa normanna eretta agli inizi del XII secolo probabilmente al posto di un edificio religioso più antico di epoca sassone.

#### Orchard Tea Garden
Tra i luoghi celebri di Grantchester, vi è poi l'Orchard Tea Garden, una sala da tè nota come luogo di ritrovo di intellettuali, tra cui il gruppo di Bloomsbury (Bloomsbury Group).

## Grantchester nella cultura di massa
- A Grantchester è dedicata la canzone dei Pink Floyd del 1969 Grantchester Meadows (scritta da Roger Waters)[3][4]
- Nel villaggio sono ambientate le avventure della saga di racconti gialli The Grantchester Mysteries dello scrittore James Runcie e la relativa trasposizione televisiva Grantchester.